# Spörers Gesetz
Mit Hilfe von Spörers Gesetz lassen sich Aussagen über die Verteilung und flächenmäßige Ausdehnung der Sonnenflecken innerhalb eines Sonnenfleckenzyklus machen.
Die Gesetzmäßigkeiten hat zuerst der englische Astronom Richard Christopher Carrington, ein Zeitgenosse von Gustav Spörer, um 1861 entdeckt und beschrieben. Spörer trug zur Verfeinerung des Gesetzes bei und wird ab und zu als dessen Entdecker genannt.
Innerhalb des zehn- bis zwölfjährigen Zyklus bilden sich zuerst in Breiten von 30°–45° nördlich und südlich des Sonnenäquators Flecken. Im weiteren Verlauf treten die Flecken immer näher zum Äquator auf. Zu Zeiten der maximalen Sonnenaktivität haben die Flecken die größte räumliche Ausdehnung und befinden sich im Durchschnitt um den 15. Breitengrad. Danach treten die Flecken im Schnitt noch näher am Äquator auf, bis sie zum Ende des Zyklus um den 5. Breitengrad zu finden sind. Zum Ausklang bilden sich bereits in den hohen heliographischen Breiten Flecken des nächsten Zyklus.
Trägt man die Lage und flächenmäßige Ausdehnung der Flecken über die Zeit in ein Diagramm ein, so ergibt sich das Schmetterlingsdiagramm.